# Kloster Beilngries
Das Kloster Beilngries war eine Niederlassung der Franziskaner in Beilngries (Bistum Eichstätt).

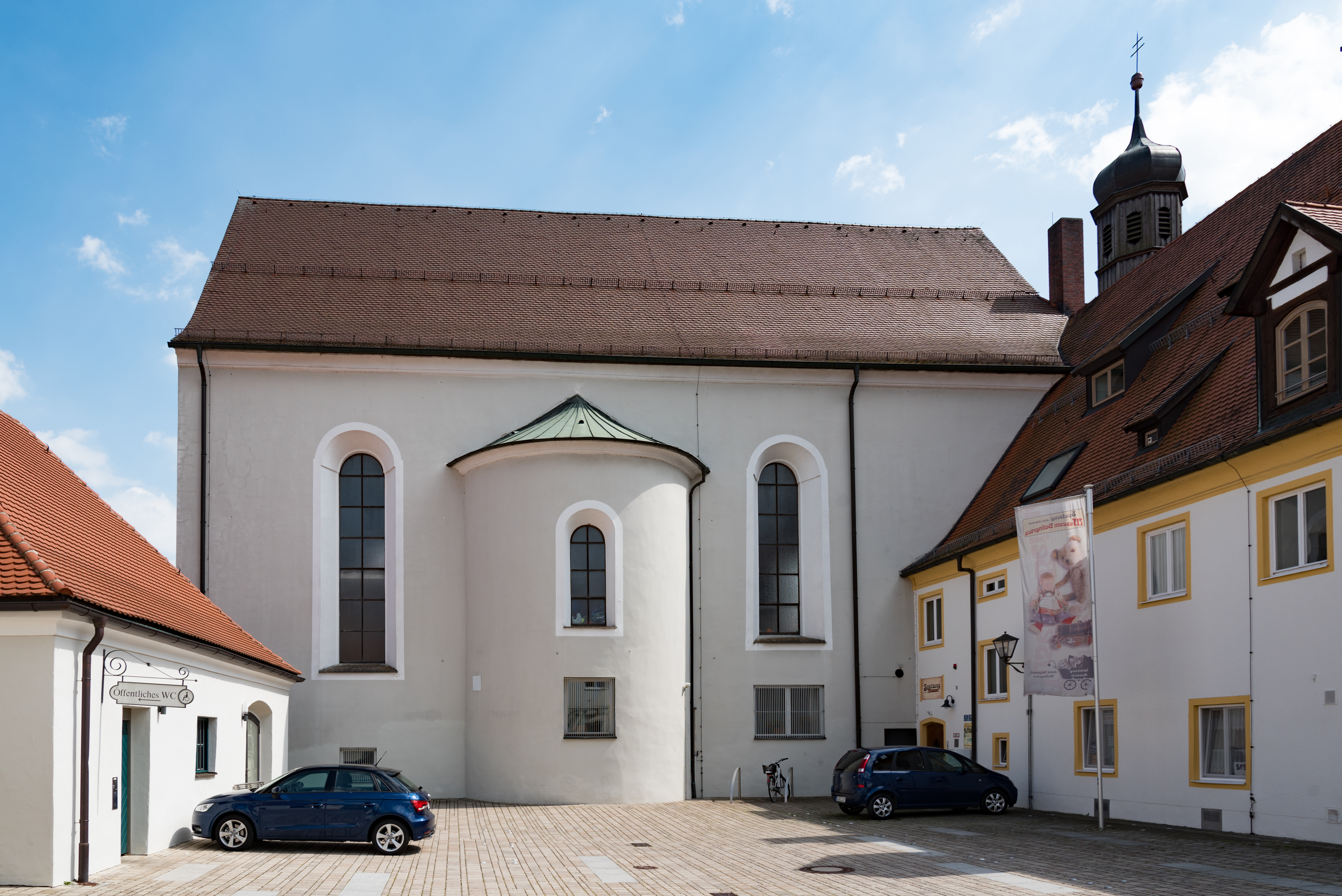
Das ehemalige Kloster

## Geschichte
Das Kloster war eine Stiftung des Berchinger Bürgers Rumpf, die dieser mit Erlaubnis des Eichstätter Fürstbischofs Johann Anton I. Knebel von Katzenelnbogen tätigte. Am 29. April 1723 wurden vier Franziskaner feierlich in Beilngries eingeführt. Der Lederer Schattenhofer hatte ihnen sein neu gebautes Haus als erste Niederlassung zur Verfügung gestellt. Am 23. August 1723 legte man den Grundstein zu einem Hospitium. Vier Tage später mussten die Arbeiten aufgrund einer Drohung des Eichstätter Domkapitels eingestellt werden; der Eichstätter Bischof hatte gegen die Bestimmung der Wahlkapitulation verstoßen, ohne Zustimmung des Domkapitels keine Klosterneugründung zuzulassen. Auch das benachbarte Benediktinerkloster Plankstetten erhob Einspruch, da die Abtei das Patronatsrecht für die Pfarrei Beilngries innehatte. Die Angelegenheit wurde in Rom vor der Rota anhängig. Schließlich gelang auf Betreiben der Franziskaner eine Versöhnung der Prozessgegner. 1736 kam es daher zu einer nochmaligen Erlaubnis des Bischofs zur Niederlassung, der nunmehr auch das Kloster Plankstetten zustimmte. Unter dem Plankstetter Abt Pater Maurus Xaverius Herbst (reg. 1742–1757) besserte sich das Verhältnis beider Klöster endgültig.
Um 1800 lebten vier bis fünf Priester und ein bis zwei Laienbrüder im Kloster, das im Zuge der Säkularisation in Bayern 1806 aufgehoben wurde.

## Weitere Nutzung
Im ehemaligen Kloster, nunmehr im Besitz der Stadt, war eine Knabenschule untergebracht. Heute befindet sich hier das Spielzeug- und Figurenmuseum „anno dazumal“. 2010 wurde am ehemaligen Kloster ein von der nördlichen Außenmauer des alten Schulhauses hierher verlegtes „Mosaik der Eierspende“ des Berchinger Künstlers Franz-Xaver Lindl (* 1897; † 1970) aus den 1950er Jahren angebracht. Auch verfügt hier die Beilngrieser Tafel über Räumlichkeiten.

## Ehemalige Klosterkirche St. Trinitas

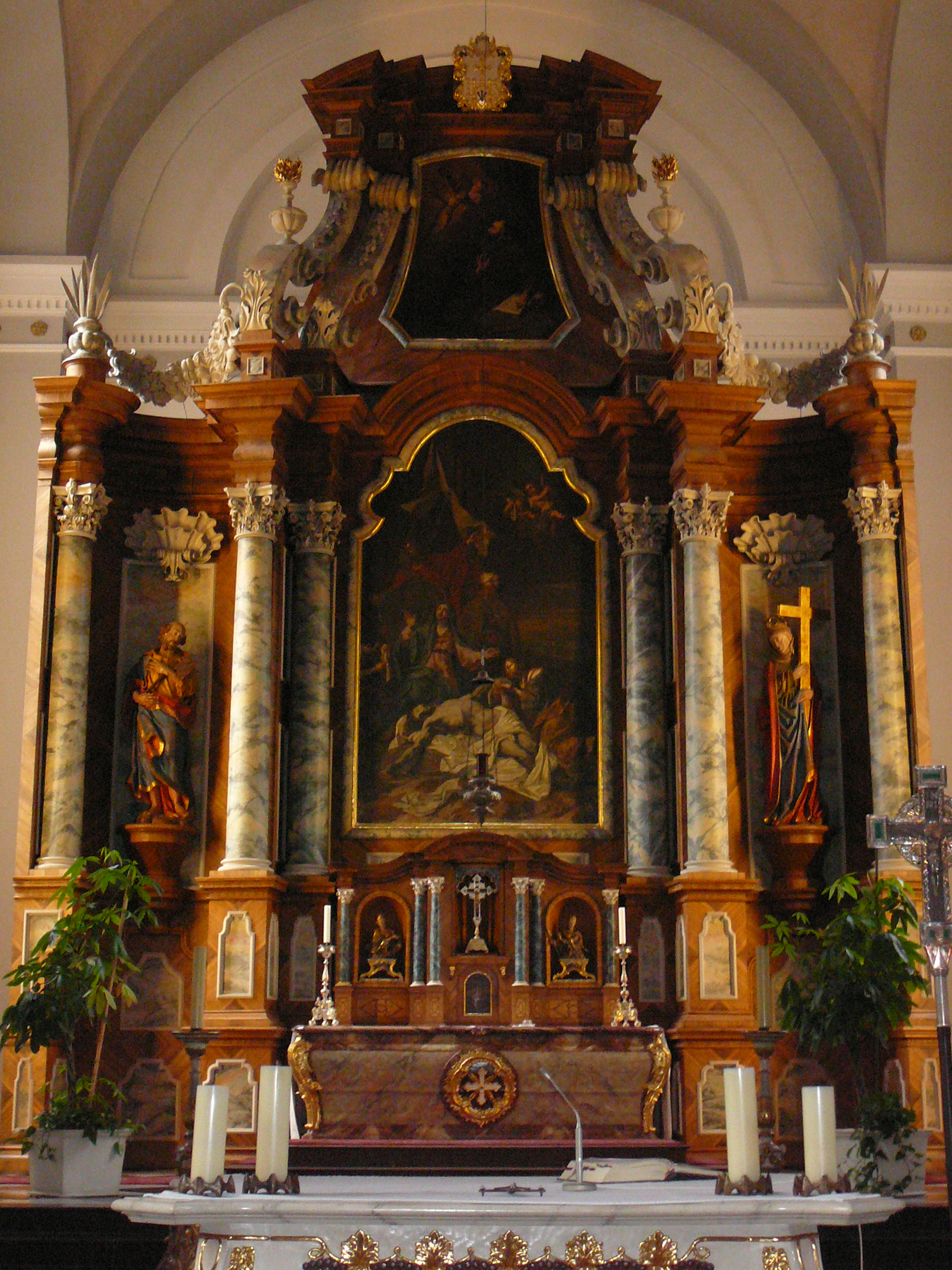
Der ehemalige Hochaltar der Kirche St. Trinitas (heute in St. Laurentius (Wuppertal))

Der 1723 begonnene Kirchenbau konnte erst 1736 vom Eichstätter Weihbischof Johann Adam Nieberlein „unter gewaltigem Zulauf des Volkes“ (Bauer, S. 69) geweiht werden. Der weiträumige Bau mit Dachreiter über dem Chor machte, „da gänzlich schmucklos, einen ziemlich nüchternen Eindruck“ (Hofmann/Mader, S. 16). Noch 1908 waren vier Altäre aus der ersten Hälfte des 18. Jahrhunderts und die 1742 aufgestellte Kanzel vorhanden. Eine Mondsichelmadonna aus dem Anfang des 16. Jahrhunderts stand in einer Nische der Westwand. Seit 1961 dient die profanierte Kirche als Pfarr- und Jugendheim der katholischen Stadtpfarrei St. Walburga. 